# 자르지스

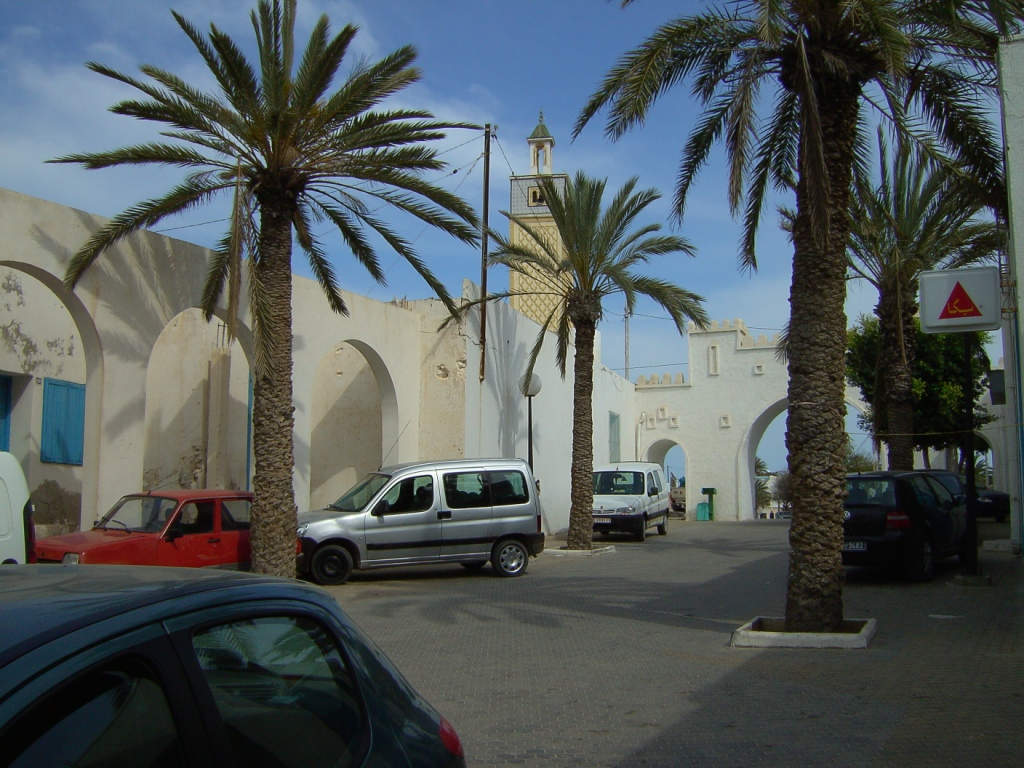
자르지스

자르지스(영어: Zarzis, 아랍어: جرجيس)는 튀니지 메드닌주의 도시이다. 인구는 70,859명(2004년)이다.
 위키미디어 공용에 Zarzis 관련 미디어 자료가 있습니다.